# San Manuel (Arizona)
San Manuel est une census-designated place du comté de Pinal, dans l'État de l'Arizona, aux États-Unis. En 2020, elle compte une population de 3 114 habitants.